# 雙城世紀

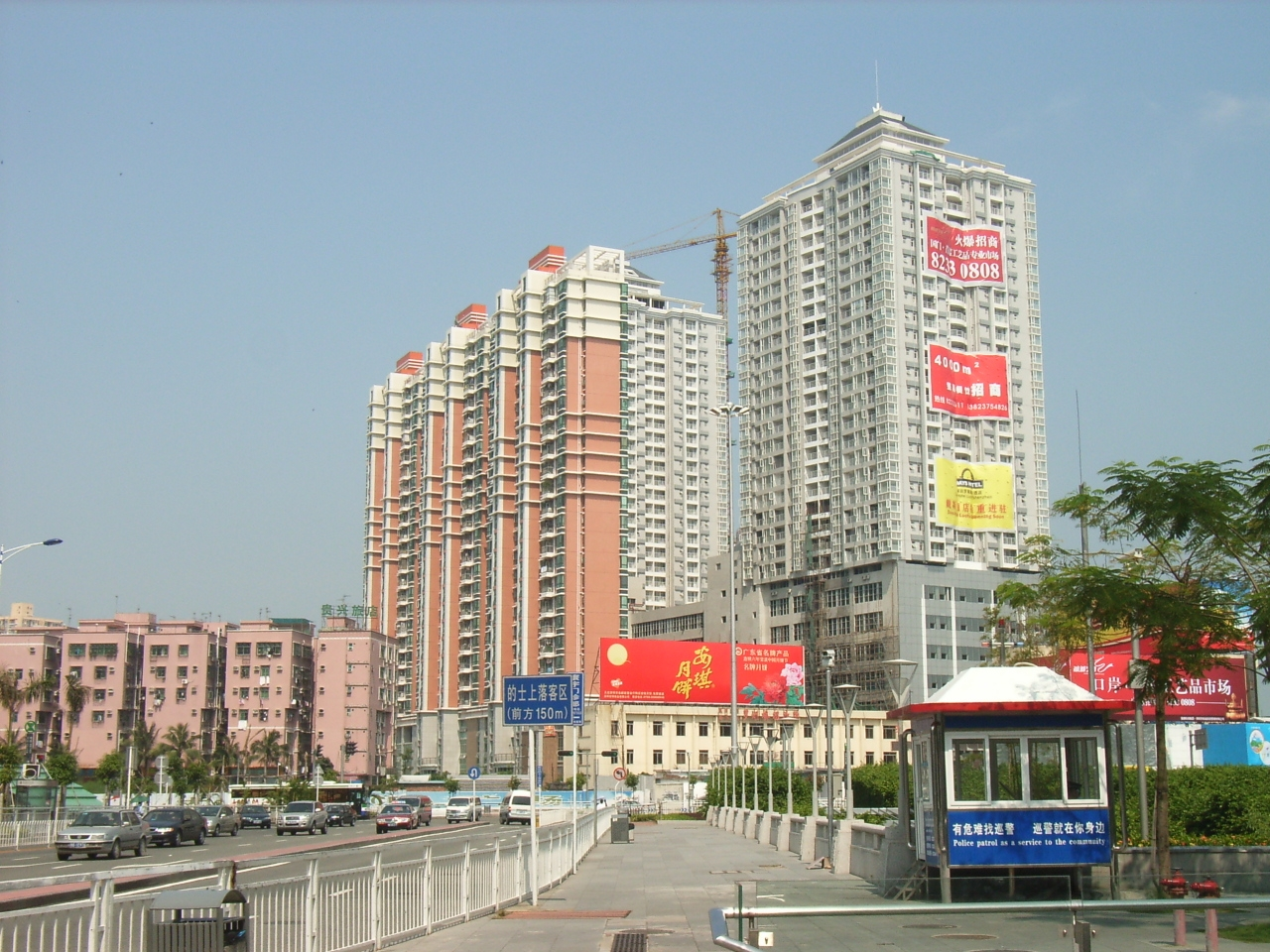
圖中灰色的建築物為雙城世紀

雙城世紀(Twins Century)，原名鷗洲廣場，是中國廣東省深圳羅湖區的一個住宅項目，位處於人民南路與沿河路交匯處，鄰近深圳火車站及深圳地鐵羅湖站。
物業由19層高的住宅大樓及9層連3層地庫的商店組成，共提供840個單位及198個停車位。
項目原本是金田實業(集團)股份有限公司發展的金田廣場，於1990年動工興建，但是後來因為公司的財政問題而一度停工，成為深圳有名的爛尾樓之一，其間項目亦多次易主，後在2004年在一次拍賣中由首都機場集團屬下的深圳新方匯達投資發展有限公司投得，並改名為鷗洲廣場，後再更名為現時的名稱。

## 外部連結
- 雙城世紀